# Lijkengeur
Lijkengeur en rottingsgeur zijn vormen van stank die ontstaan als gevolg van ontbindingsprocessen van organische materialen van voornamelijk dierlijke oorsprong. Bij deze ontbindingsprocessen komen veel vluchtige afbraakproducten vrij. Dat zijn onder meer allerlei heterocyclische verbindingen, verzadigde carbonzuren en aminen zoals boterzuur en afbraakproducten van eiwitten, aminozuren en nucleinezuren waaronder indool, pyrimidines en purines, zwavelverbindingen zoals waterstofsulfide en thiolen, en vetzuren. Met name de meest vluchtige componenten hiervan komen in de lucht terecht en veroorzaken de stank. Onder deze afbraakproducten bevinden zich voor de mens en veel andere (zoog)dieren soms zeer giftige stoffen zoals waterstofsulfide en pyridine. Lijkengeuren, en bepaalde componenten in de lijkengeur, wekken bij veel dieren afkeer en een fysieke weerzin op die bij mensen soms tot spontane en heftige braakneigingen aanleiding kan geven.

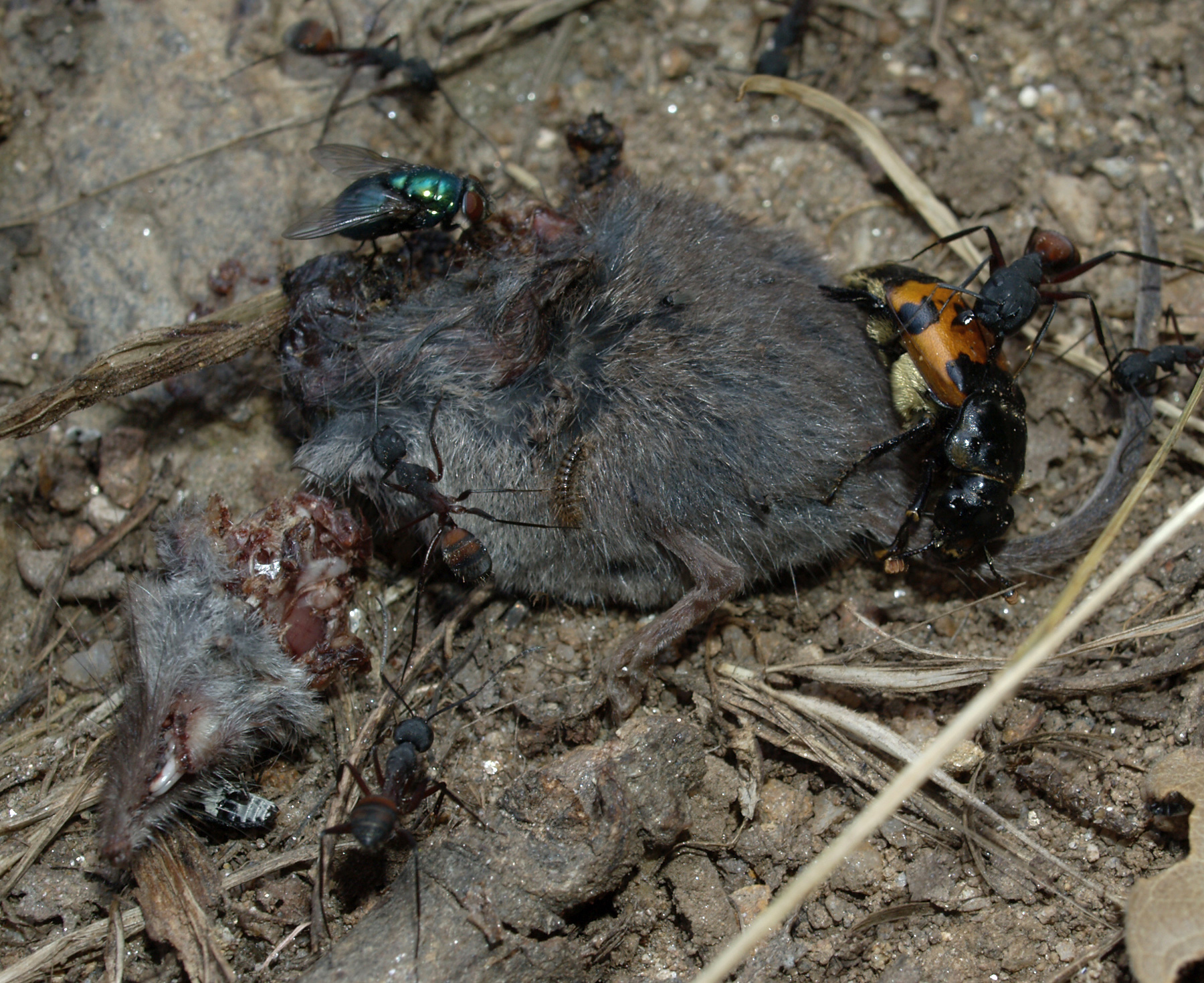
Een dode spitsmuis omringd door aaseters.

Aaseters en opportunisten worden vaak aangetrokken door een lijkengeur. Er zijn veel diersoorten die aas eten, van insecten en zoogdieren, vogels, vissen, wormen tot garnalen. Uiteindelijk worden ook botten door aaseters opgeruimd waarna bijna alle sporen van het kadaver verdwenen zijn. Forensisch entomologen maken gebruik van sporen die insecten achterlaten om gegevens over de herkomst en de geschiedenis van een lijk te achterhalen.
Een aantal paddenstoelen en plantensoorten produceren een lijkengeur om insecten, voornamelijk bromvliegen, aan te trekken. Onder de paddenstoelen zijn de stinkzwammen en onder de planten zijn een aantal leden uit de aronskelkfamilie zoals de reuzenaronskelk beruchte voorbeelden.
Hoe een lijkengeur ruikt hangt voor een groot deel af van de concentraties van de componenten die de geur samenstellen. Meestal is er een duidelijk verschil te ruiken tussen de geur van rotte vis en de geur van rot vlees. De lijkengeur van een vleeseter verschilt doorgaans ook van die van een planteneter. De geur wordt onder andere bepaald door de darmflora van het dode organisme aangezien bacteriën uit de darmflora een belangrijke rol spelen tijdens het ontbindingsproces.
Bij lage concentraties worden rottingsgeuren vrijwel nooit als onaangenaam maar juist als aangenaam ervaren. Een mogelijke verklaring voor dit verschijnsel is dat men zich bij zulke lage concentraties op veilige afstand van de bron van de geur zou bevinden. De zogenaamde frisse zilte zeelucht is samengesteld uit een verdunde rottingsgeur van dode zeedieren zoals vis, schaal- en schelpdieren en mariene wormen vermengd met minuscule zoutkristallen die in de lucht zweven.
De bacteriën die de lijkengeur veroorzaken floreren het best in een anaeroob eiwitrijk milieu. In gefermenteerde voedingsproducten als trassi, hákarl, casu marzu en surströmming worden tijdens de fermentatie een aantal stoffen gevormd die ook vaak in lijkengeur voorkomen. Bij onervaren consumenten van deze delicatessen roept de geur van dit voedsel aanvankelijk enige weerstand op.